# Colina Gellért

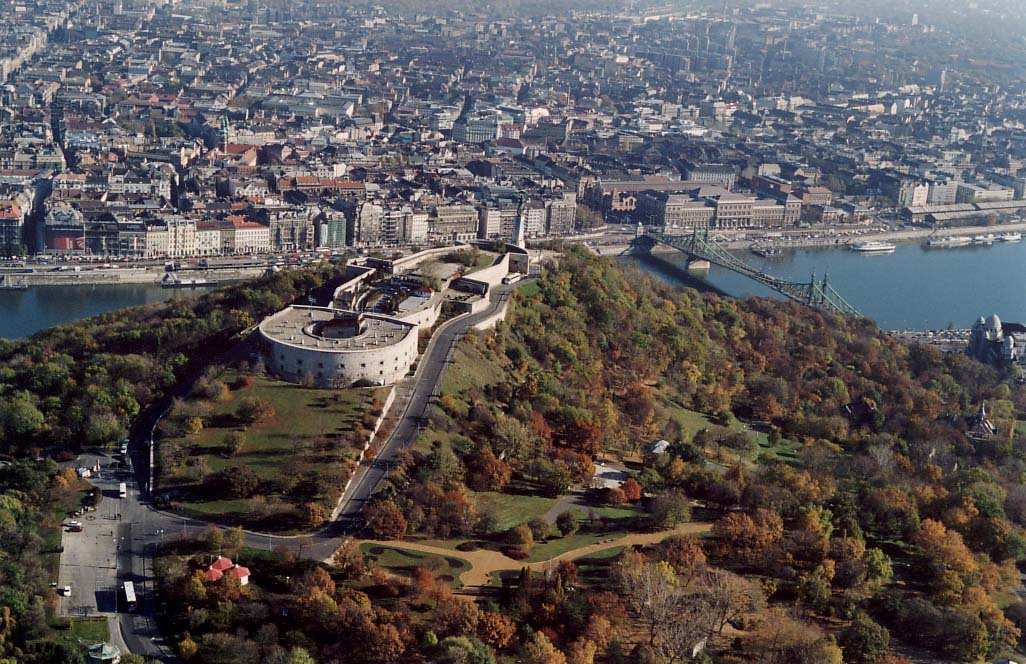

La colina Gellért (en húngaro: Gellért-hegy) se encuentra en Budapest, capital de Hungría. Con una altura de 235 metros, ofrece una admirable perspectiva del río Danubio. Es parte de los distritos I y XI de la ciudad. Debe su nombre al obispo cristiano Gerardo Sagredo, quien fue asesinado en la colina por un grupo de paganos el 24 de septiembre de 1046.
En la colina Gellért se encuentra la ciudadela, un enorme complejo militar, así como el hotel Gellért, el balneario Gellért y la iglesia de la colina Gellért.

## Nombre
Aunque la colina presentó otros nombres durante la Edad Media, es llamada Szent Gellért hegy (literalmente, la colina de San Gerardo) desde el siglo XV, en referencia a la leyenda acerca de la muerte de San Gerardo. El santo obispo fue asesinado por los paganos durante una gran rebelión en 1046. San Gerardo fue puesto en un barril y lanzado colina abajo desde la cima.
Los otomanos llamaron a la colina Gürz Elyas bayiri, en honor al miembro de la orden Bektashi cuya tumba se instaló en la colina como centro de peregrinaje durante el siglo XVII.[cita requerida]

## Historia
En el siglo XVIII, las faldas de la colina fueron cubiertas de viñedos. El distrito de Tabán, en la base de la colina, fue un importante centro de producción de vino en Buda. Según los registros de 1789, los viñedos cubrían una superficie de 128 hectáreas (316 acres). Solo 7,62 hectáreas (18,8 acres) eran usadas para pastos. 
También en el siglo XVIII, se construyó un pequeño Calvario en la cima de la colina, el cual fue reconstruido nuevamente en 1820. Durante los lunes de Pascua, una procesión ascendía hasta la cima del monte para celebrar la resurrección de Jesucristo.

### Ciudadela
La Ciudadela se construyó en 1851, después de la Revolución húngara de 1848 y  durante el gobierno de los Habsburgo de Austria, como punto estratégico para el control de las ciudades de Buda y Pest. Por ello fue equipada con 60 cañones, aunque realmente fue utilizada más como un símbolo de "amenaza" que como fortificación. Cuando los Habsburgo y los húngaros se reconciliaron, se planeó derribar la fortaleza, pero este proyecto no se llevó a cabo.
Durante el control soviético de Budapest (y por ende de la Ciudadela), se construyó la Estatua de la Liberación, para celebrar la victoria de la Unión Soviética en la Segunda Guerra Mundial.

## Galería

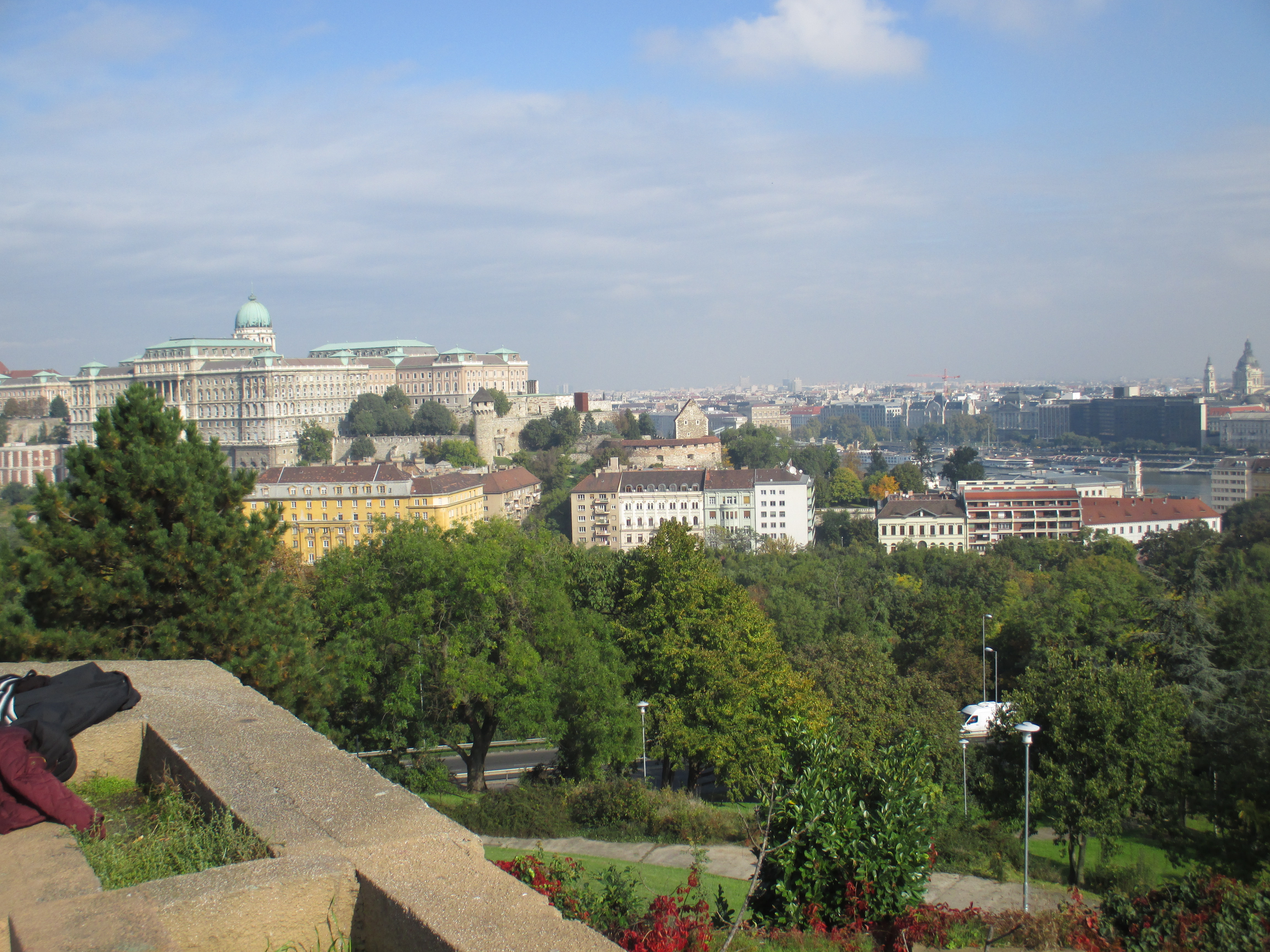
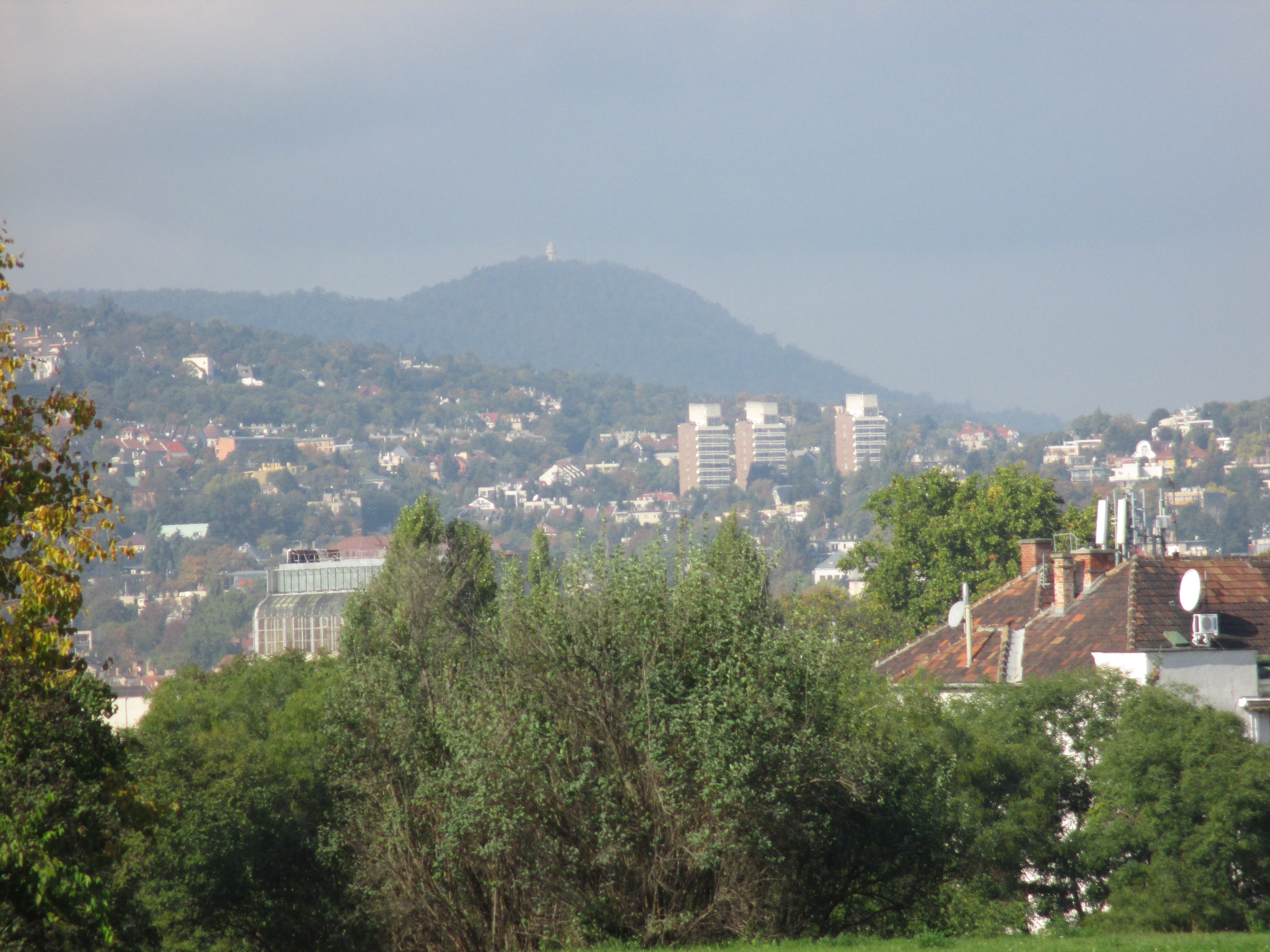
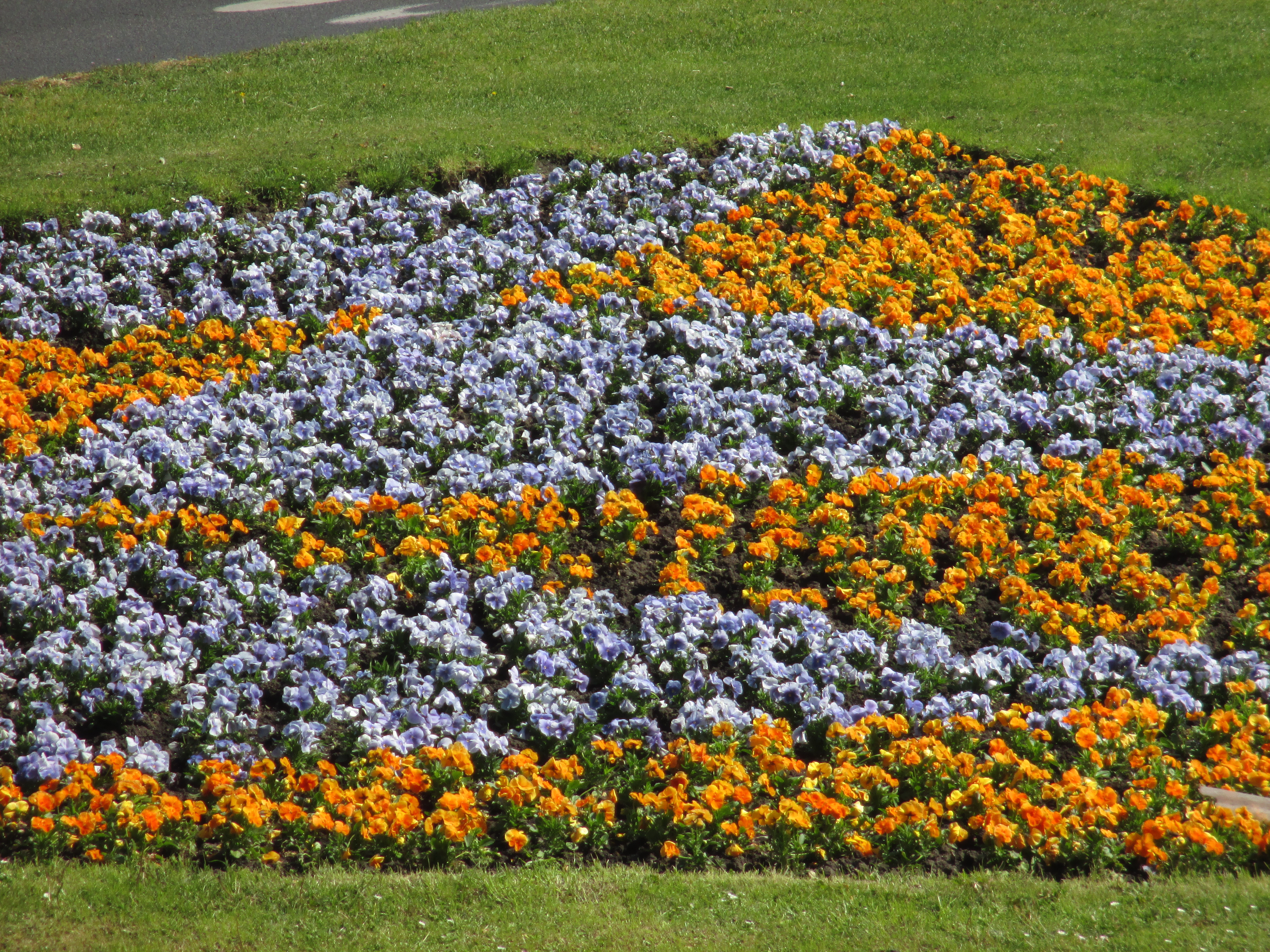